# Rickard Sandler
Rickard Johannes Sandler (distrito parroquial de Torsåker, condado de Västernorrland, 29 de enero de 1884 - Estocolmo, 12 de noviembre de 1964), político sueco, primer ministro de su país entre el 24 de enero de 1925 y el 7 de junio de 1926.

## Biografía
Su padre, Johan Sandler, era director de un instituto popular de enseñanza secundaria y luego fue miembro del Parlamento. Tras recibir el grado de bachiller de Arte en la Universidad de Upsala, Richard se convirtió en maestro en el secundario popular de Kramfors (donde su padre había sido director) y de otro en Brunnsvik. Tras adherir a la Liga Juvenil del Partido Social Demócrata, su carrera política despegó. Recibió un grado de Licenciado en Arte en 1911 a los 26 años, tras lo cual se transformó en miembro de la dirección del Partido 
Social Demócrata, en la que permanecería hasta 1952. En 1917 se convirtió en editor en jefe de Ny Tid, un periódico social demócrata en Gotemburgo.
En 1918, en el gobierno del primer ministro Nils Edén, Sandler asumió el cargo de secretario de Estado del ministro de Finanzas, Fredrik Thorsson. Continuó en el mismo cargo bajo el gobierno de Hjalmar Branting  en 1920. El 1º de julio de ese año, cuando Thorsson asumió como nuevo ministro de Comercio, Sandler lo sustituyó como ministro de Finanzas, permaneciendo hasta el final del gobierno de Branting.  En el segundo gobierno de este (1921-1923) Sandler fue ministro sin cartera, y en el tercero ministro de Comercio. Debió ser convencido de tomar esta última posición, ya que deseaba tomar un trabajo como director del secundario de Brunnsvik.     
Cuando Branting se enfermó y dejó su cargo poco antes de su muerte en febrero de 1925, y Fredrik Thorsson, quien era el más probable candidato a sucederlo, también enfermó y falleció, Sandler fue designado como primer ministro, a la edad de 41 años. Fue el segundo primer ministro más joven de la historia sueca, y también el único primer ministro social demócrata que nunca fue el jefe de su partido. 
Como primer ministro, Sandler debió enfrentar la cuestión de reducir el Ejército sueco, como había sido prometido durante la campaña electoral. Fue apoyado por el Partido de los libres de espíritu, en lo que se transformó en el mayor desarme operado en Suecia. Luego del desarme, el tema del desempleo se ubicó en el foco cuando el gobierno anuló una decisión de la Comisión de Desempleo  (arbeöshetskotslmmissionen) de denegar el pago a los trabajadores de las minas de Stripa que estaban en huelga. Los partidos liberal y conservador, que tenían la mayoría en el Riksdag (Parlamento) en desacuerdo con el gobierno, convocaron para una votación de no confianza, y derrotaron al gobierno. Las elecciones de 1928 llevaron a Carl Gustav Ekman, del Partido de los libres de espíritu, a transformarse en primer ministro. 
Sandler volvió al gobierno en 1932 como ministro de Asuntos Exteriores, puesto que ocupó (con una breve interrupción entre junio y septiembre de 1936) hasta el 13 de diciembre de 1939. Sandler dejó el gobierno a causa de un desacuerdo con el primer ministro sobre la Guerra de Invierno. Sandler quería que Suecia apoyara activamente a Finlandia tras el ataque de la Unión Soviética a la misma el 30 de noviembre de 1939, postura que el primer ministro no adoptó.
Miembro desde entonces del Parlamento, Sandler continuó siendo influyente en la política exterior sueca. En 1940 se transformó en miembro de la Comisión Permanente de Asuntos Exteriores (utrikesutskottet), y fue su presidente entre 1946 y 1964. Fue también delegado ante las Naciones Unidas (1947-1960).
Sandler fue gobernador del condado de Gävleborg entre 1941 y 1952. Fue presidente de varias comisiones gubernamentales, incluyendo el Comité de Socialización en 1920-1936, una comisión encargada de revisar la política de Suecia hacia los refugiados durante la Segunda Guerra Mundial, conocida como la Comisión Sandler, que funcionó entre 1945 y 1947, y la Comisión de la Constitución (1954-1963).
Sandler fue uno de los fundadores de la Liga para la Ilustración de los Trabajadores (Arbetarnas Bildningsförbund ABF) en 1912. Fue el principal redactor del programa de orientación marxista del Partido Social Demócrata en 1920. Publicó el ampliamente difundido resumen estadístico sobre las clases sociales La sociedad tal como es (1911). Entre 1926 y 1932 fue director de Estadísticas Suecas (Statistiska centralbyrån). Tradujo El capital de Karl Marx al sueco, y en 1943 dio a conocer un libro con escritos literarios e históricos hasta entonces secretos llamado Cipher.
- Datos: Q53637
- Multimedia: Rickard Sandler / Q53637